# Praxis mit Meerblick – Brüder und Söhne
Brüder und Söhne ist ein deutscher Fernsehfilm von Sibylle Tafel aus dem Jahr 2018. Es handelt sich um den zweiten Film der ARD-Reihe Praxis mit Meerblick mit Tanja Wedhorn als Ärztin Nora Kaminski in der Hauptrolle und Stephan Kampwirth, Patrick Heyn, Anne Werner, Morgane Ferru, Lukas Zumbrock, Anja Antonowicz, Michael Kind und Shenja Lacher in tragenden Rollen. 
Die Erstausstrahlung des Films erfolgte am 13. April 2018 auf dem ARD-Sendeplatz Endlich Freitag im Ersten.

## Handlung
Nora Kaminski, die Ärztin ohne Doktortitel, lebt inzwischen mit Dr. Richard Freese in einer Ärzte-WG. Als Noras Sohn Kai aus Berlin zu seiner Mutter nach Rügen kommt, um sich, wie er sagt, auf eine wichtige Arbeit innerhalb seines Jurastudiums vorzubereiten, zieht er ebenfalls ins Haus von Freese ein. Dass es bisher nicht viel mehr als ein Deckblatt mit Titel gibt, verrät er seiner Mutter erst einmal nicht.
Während ihres Dienstes lernt Nora den Fischer Matthias Butenschön und seinen Bruder Robin kennen, der mit dem Down-Syndrom geboren wurde. Die Ärztin ist beeindruckt von der Fürsorge mit der der junge Mann sich seit dem Unfalltod der Eltern um seinen Bruder kümmert und fühlt sich von Anfang an zu Matthias hingezogen. So folgt sie einer etwas seltsamen Essenseinladung der Brüder in deren Haus nur allzu gern. Der Abend verläuft in angenehmer Stimmung, aber auch ernste Töne werden nicht ausgespart.
Sorgen bereitet der Ärztin jedoch, dass Matthias bei einer Polizeikontrolle zusammenbricht und in die Rügenklinik eingeliefert werden muss. Er hatte eine eher kleine Wunde nicht beachtet, was nun eine Streptokokken-Infektion verursacht und bereits das Knochenmark in Mitleidenschaft gezogen hat. Das ist auch der Grund seines Humpelns. Ein weiteres Problem ergibt sich daraus, dass Matthias keine Krankenversicherung hat. Während eines Besuchs in einer WG, in der behinderte und nicht behinderte Menschen zusammenleben, läuft Robin davon, weil er glaubt daran schuld zu sein, dass eine junge Frau eine Murmel verschluckt hat, die ihr im Hals steckengeblieben ist. Es geht jedoch alles gut aus. Matthias Entzündung hingegen führt zu einer lebensbedrohlichen Situation mit der für ihn unerträglichen Mitteilung, eventuell seinen Fuß amputieren zu müssen. Dank Noras Einsatz, Matthias in eine Sauerstoffüberdruckkammer zu stecken, geht die Sache zum Glück gut aus.
Unangenehm für die Ärztin ist es zudem, dass eine verärgerte und stark aggressive Mutter, eine Frau Wiek, sie im Internet auf einer Website für Ärzte-Bewertungen anschwärzt, da Nora ihrer Meinung nach auf ein Nasenbluten ihres Sohnes nicht richtig reagiert habe. Ärzte wie Nora brauche man auf Rügen nicht, ist ihr Fazit. Auf der entsprechenden Website hat sie sich unter verschiedenen Namen eingeloggt und an die zwanzig negative Bewertungen abgegeben. Noras Sohn Kai kann seiner Mutter jedoch insoweit mit Unterstützung der Sprechstundenhilfe Mandy behilflich sein und sorgt dafür, dass Frau Wiek die Bewertungen selbst wieder löscht und ihre Verleumdungskampagne einstellt.
Richard Freese hingegen, der an einer ausgeprägten Mysophobie leidet, kann bei einem ersten Besuch seiner übers Internet kennengelernten Freundin Joanna nur hilflos mit ansehen, dass er selbst schuld daran ist, dass eine romantische Stimmung nicht aufkommt. Gefangen in seiner Ansteckungsangst gelingt es ihm nicht, sich auf Zärtlichkeiten mit Joanna einzulassen. Er meidet so offensichtlich ein Alleinsein mit ihr, dass Joanna es kaum noch ignorieren kann. Beim Abschied will sie von Richard wissen, warum er nie mit ihr allein sein will. Sie stellt ihm die Frage: „Willst Du mich überhaupt noch?“ Richard bleibt ihr die Antwort schuldig. Joanna steigt aus und lässt einen Mann mit Tränen in den Augen im Auto zurück. Nachdem Richard aufgrund seiner Putzsucht, selbst im Auto, fast zwei Kinder überfahren hätte, gesteht er sich endlich ein, dass er Hilfe braucht und weiht Nora in sein Geheimnis ein.

## Produktion

### Produktionsnotizen
Brüder und Söhne wurde vom 22. August bis zum 24. Oktober 2017 in Sassnitz, Binz, Bergen auf Rügen, Stralsund sowie in Berlin gedreht. Produziert wurde der Film von der Real Film Berlin GmbH. Die Aufnahmeleitung lag bei Olaf Schwarck, Peter Wilms und Florian Strutz, die Produktionsleitung bei Hartmut Damberg, Patrick Brandt und für die ARD Degeto bei Sandra Moll. Die Herstellungsleitung oblag Ira Wysocki.

### Soundtrack
- Titelsong – Jan Janssons
- Sunsets for Somebody Else; Subplots – Jack Johnson
- The Trouble with Templeton – Bleeders
- Give Me Love – Demi Lovato feat. Ed Sheeran

## Rezeption

### Veröffentlichung, Einschaltquote
Der am 13. April 2018 im Programm der ARD erstmals ausgestrahlte Film wurde von 4,43 Millionen Zuschauern eingeschaltet. Der Marktanteil lag bei 14,5 Prozent.

### Kritik
Die Kritiker der Fernsehzeitschrift TV Spielfilm zeigten mit dem Daumen zur Seite, vergaben für Humor, Anspruch und Spannung je einen von drei möglichen Punkten und meinten: „Mehr Witz als im Auftakt, aber zu viele aufgesetzte Verwicklungen.“ Fazit: „Durchaus sympathisch, aber oft auch seifig“.
Tilmann P. Gangloff bewertete den Film auf der Seite tittelbach.tv, gab ihm drei von sechs möglichen Sternen und zeigte sich beim zweiten Film der Reihe weniger begeistert, als dies beim Auftaktfilm der Fall war: „Der zweite Film aus der Degeto-Reihe ‚Praxis mit Meerblick‘ […] gehört eindeutig ins ‚Mutter Teresa‘-Genre: ‚Brüder und Söhne‘ feiert eine Ärztin, die ihr Dasein selbstlos der Unterstützung ihrer Mitmenschen widmet. Das ist alles schön anzuschauen und von Tanja Wedhorn als zentraler Figur eines guten Ensembles auch jederzeit glaubwürdig gespielt, aber insgesamt etwas arg belanglos. Da Regisseurin Sibylle Tafel die Handlung ohne größere Aufreger inszeniert hat, verpufft sogar die Spannung potenziell dramatischer Momente.“ […] „Tanja Wedhorn“ sei „als Sympathieträgerin ohnehin eine Bank“. Gleiches gelte „für Stephan Kampwirth als Noras platonischer Freund und Praxispartner“. Richtig gut und vielversprechend sei auch der junge Lukas Zumbrock als Noras Sohn […]. Gangloff bemängelte die lächerliche Szene der von Anja Haverland gespielten Mutter, die einen Shitstorm auf einer Website für Ärztebewertungen in Gang setze. Auch schauspielerisch überzeuge Haverland nicht.
Auf der Seite Prisma befand Wilfried Geldner, der zweite Film mit Tanja Wedhorn als Ärztin auf Rügen sei „unterhaltsam und unaufdringlich erzählt“. Wie schon der erste „‚Praxis‘-Film“ überzeuge „auch der zweite Teil der Inselsoap durch Wirklichkeitsnähe“ und habe „zugleich Unterhaltungswert“. Auch „wer Teil eins nicht gesehen“ habe, werde „sofort mit- und eingenommen von der sympathischen Medizinerin Nora Kaminski […], der Ärztin ohne Doktortitel […]“. Der Film biete „eine gelungene Mischung aus Mulloper und Familienfilm“. „Tonfall und Timing“ würden hier „stimmen“. […] „Wenn also heile Welt, dann bitte so“, befand Geldner abschließend: „Und für die Frau Doktor den Daumen im Beurteilungsbogen ganz nach oben.“